# Даниленко Іван Юхимович
Даниле́нко Іва́н Юхи́мович (нар. 31 січня 1937, с. Мойсівка Шрамківського району (нині Драбівського району) Черкаської області — 5 жовтня 2019) — лауреат звання «Герой України».
Народився у 1937 р.
Закінчив Київський інженерно-будівельний інститут за спеціальністю «інженер-будівельник».
Голова правління АТ "Трест «Київміськбуд-6» ХК «Київміськбуд» (1995—2007).

## Державні нагороди
- Звання Герой України з врученням ордена Держави (19 січня 2005) — за визначні особисті заслуги перед Українською державою у розвитку будівельної галузі, спорудженні об'єктів соціального, культурного та житлового призначення, багаторічну самовіддану працю[1]
- Орден князя Ярослава Мудрого V ст.
- Повний кавалер ордена «За заслуги»:
  - Орден «За заслуги» I ст. (2 жовтня 1998) — за визначний особистий внесок у розвиток житлово-цивільного будівництва в місті Києві, реконструкцію головної магістралі столиці України — Хрещатика[2]
  - Орден «За заслуги» II ст. (25 січня 1997) — за значний особистий внесок у розвиток житлово-цивільного будівництва у місті Києві, впровадження передових технологій і прогресивних форм господарювання[3]
  - Почесна відзнака Президента України (12 травня 1995) — за вагомий особистий внесок у спорудження житла, об'єктів соціально-культурного призначення у місті Києві, впровадження у будівельне виробництво сучасних технологій і прогресивних методів праці[4]
- Орден «Знак Пошани»
- Заслужений будівельник України
- Державна премія України в галузі архітектури 2000 року — за архітектуру поліклініки на 1000 відвідувань за зміну по вулиці Закревського, 81/1 у Ватутінському районі міста Києва (у складі колективу)[5]
- Відзнака Президента України — ювілейна медаль «20 років незалежності України» (19 серпня 2011)[6]